# Vetbolletje

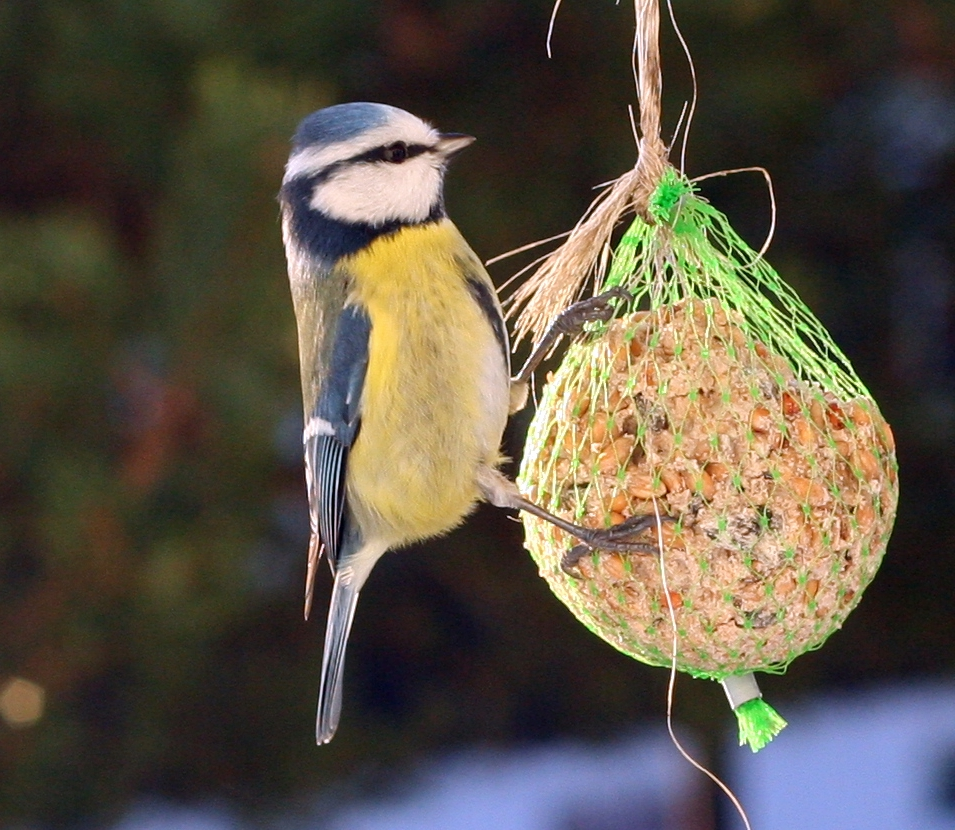
Pimpelmees aan een vetbol

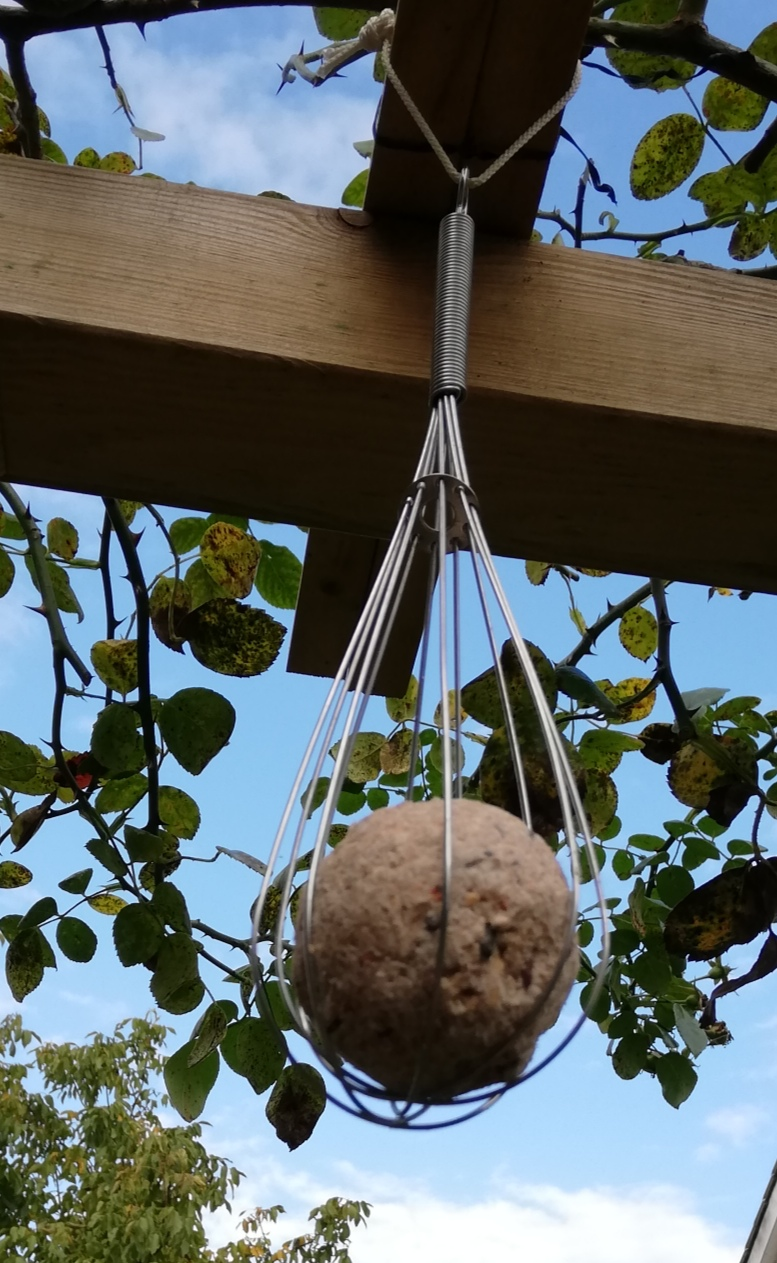
Vetbol zonder plastic net in garde

Een  vetbolletje of mezenbolletje is een bolletje van dierlijk of gehard plantaardig vet, waarin zaden zijn verwerkt. Het zijn vooral kleine zangvogeltjes zoals de koolmees, het roodborstje, de huismus en de spreeuw, die van deze bolletjes eten, maar ook wat grotere vogels zoals kraaiachtigen doen dit.
Vooral tijdens de winter, wanneer moeilijker voedsel in de natuur gevonden kan worden, kunnen vogels vaak overleven dankzij wintervoeding zoals deze vetbolletjes. Het vet ervan kan hun natuurlijke vetreserves aanvullen. Behalve dat het nuttig is voor de dieren, vergemakkelijken vetbolletjes ook de observatie van de vogels, wat een van de redenen is waarom mensen ze ophangen.
Vetbolletjes kunnen kant en klaar in de winkel worden gekocht, vaak in pakketten waar ook pindanetjes deel van uitmaken. Men kan ze ook zelf maken, door ongezouten dierlijk vet zoals rundervet of ongebruikt hard frituurvet te smelten in een pannetje, en hier na wat afkoelen (het mengsel moet al indikken) zaden zoals maanzaad, zonnebloempitten en pinda's door te vermengen, of een kant-en-klaar strooivoer, en het mengsel in een vorm te gieten die men na het afkoelen en stollen kan verwijderen door de vorm even in warm water te houden. Voor een makkelijke bevestiging kan men een ijzerdraadje of touwtje in het mengsel hangen voordat dit gestold is.
Vetbollen aanbieden, hoe nuttig ook in de winterperiode, is minder geschikt in het broedseizoen. Immers, de jongen van mezen en andere vogels kunnen slechts gezond opgroeien wanneer zij gevoed worden met rupsen. In het algemeen zullen de oudervogels de jongen echter met rupsen voeden en zelf het vet eten.
De vogelbescherming ontraadt het gebruik van netjes en adviseert vetbollen los op een voedertafel of in een vetbolhouder aan te bieden. De netjes kunnen de snavels beschadigen en vogels kunnen erin verstrikt raken. Ook waaien de lege netjes vaak weg en dragen daardoor bij aan het probleem van plastic zwerfafval. Er zijn ook vetbollen zonder netjes te koop.